# Chip (niemiecki magazyn)
Chip – niemieckie czasopismo poświęcone tematyce informatycznej. Wychodzi jako miesięcznik. Jego pierwszy numer ukazał się w 1978 roku.
Nakład czasopisma wynosi 83 tys. egzemplarzy. Jego wydawcą jest Chip Communications GmbH.